# Gerek Meinhardt
Gerek Lin Meinhardt (São Francisco (Califórnia), 27 de julho de 1990) é um esgrimista estadunidense, medalhista olímpico.

## Carreira
Gerek Meinhardt representou seu país nos Jogos Olímpicos de Verão de 2016, no florete. Conseguiu a medalha de bronze no Florete por equipe.